# Jean-Claude Kolly
Jean-Claude Kolly, né le 7 juillet 1961 à Fribourg (Suisse), est un professeur de musique et chef d’orchestre suisse.  

## Biographie

### Carrière

#### Formation
Jean-Claude Kolly étudie d’abord le piano et la trompette. Il évolue ensuite dans l’étude du chant et de l’orchestration au Conservatoire de Fribourg de 1988 à 1995, où il obtient le diplôme d’enseignement de la musique dans les classes supérieures. 
Par la suite en 1998, il réussit le diplôme de direction d’orchestre du Conservatoire de Lausanne où il étudie la direction d’orchestre, l’orchestration et la composition, sous la conduite de Hervé Klopfenstein et Jean Balissat.

#### Direction
Jean-Claude Kolly commence sa carrière en tant que chef au chœur Lè Tsèrdziniol de Treyvaux, puis assure la fonction de chef d'orchestre, dès 1984, de la Gérinia de Marly, qu'il quitte après 35 ans de service.
Il assure la direction de l’Harmonie municipale de Vevey de 1989 à 1993, puis du Brass Band de Fribourg pendant sept saisons. 
Il dirige actuellement La Concordia, orchestre d’harmonie et corps de musique officiel de la ville de Fribourg, depuis 1993.
Il collabore au niveau international avec Eugen Corporon (USA), Howard Snell (GB), Keith Wilkinson (GB), Derek Bourgeois (GB) et Jan van der Roost (NL). 

### Concours
À la tête de la Gérinia de Marly, il conduit l’harmonie à la 3e place de la Fête fédérale de Fribourg de 2001. 
Jean-Claude Kolly amène La Concordia à remporter à deux reprises le concours cantonal de musique de Fribourg dans la catégorie excellence, puis à monter à quatre reprises sur le podium du concours de musique fédéral suisse. Il mène aussi La Concordia à la 1re place du Grand prix de musique de Granges. Il conduit enfin La Concordia à remporter la médaille d’or lors du World Music Contest de Kerkade en 2017.